# 弗洛拉·蒙哥馬利
弗洛拉·蒙哥馬利（英語：Flora Montgomery，1974年1月4日—），北愛爾蘭裔女演員，著名的角色是在2006年電影《第六感追緝令2》飾演被男主角誘拐，後被性侵得逞的名媛Michelle Broadwin。

## 生平
於2003年獲得柏林影展新星獎，2014年8月30日結婚。

## 電影作品
- When Brendan Met Trudy （2001年）
- 安徒生的童話世界 Hans Christian Andersen: My Life as a Fairytale （2001年）
- 發現天堂 The Discovery of Heaven （2001年）
- 愛像一條魚 Goldfish Memory（2001年）
- 第六感追緝令2 Basic Instinct 2: Risk Addiction （2006年）
- 懸命旅程 After (2006年)

## 網劇
- 沙丘：預言 Dune: Prophecy (2024年)